# Eifersucht auf italienisch
Eifersucht auf italienisch (Originaltitel: Dramma della gelosia) ist eine italienische Dreieckskomödie mit melodramatischen und schwarzhumorigen Untertönen, entstanden 1970. Monica Vitti, Marcello Mastroianni und Giancarlo Giannini spielen unter der Regie von Ettore Scola. Mastroianni erhielt an den Filmfestspielen in Cannes 1970 den Preis für die beste männliche Rolle.

## Handlung
Der Film spielt in Rom und beginnt mit einer Rahmenhandlung, in welcher der einfache 45-jährige Maurer Oreste vor Gericht steht. Er hat ein frisch verheiratetes Ehepaar angegriffen: Die Floristin Adelaide mit einer Schere getötet und den Pizzabäcker Nello verletzt. Eine lange Rückblende erzählt, wie es dazu gekommen ist. Oreste führte in ärmlichen Verhältnissen ein monotones Leben mit einer viel älteren Frau und ihren Kindern aus erster Ehe. Eines Tages lernte er Adelaide kennen, entbrannte für sie und verließ seine bisherige Partnerin. Mit Adelaide lebte er zunächst eine Weile im siebten Himmel.
Orestes Beziehung zu Adelaide ließ ihn alles um ihn herum vergessen. Den feierabendlichen Diskussionen in der kommunistischen Partei, deren Mitglied er ist, hörte er nicht mehr zu. Bei einer Demonstration lernte er Nello kennen. Nachdem er Nello seiner Freundin vorgestellt hatte, begannen Adelaide und Orestes neuer Freund hinter seinem Rücken eine Beziehung. Ihre Vertuschungsmanöver durchschaute er nach einiger Zeit. Nach heftigem Streit und Verletzungen versuchten es die drei mit einer Ménage à trois. Das klappte jedoch auch nicht. Die Männer stellten Adelaide vor die Wahl zwischen ihnen. Weil sie sich nicht entscheiden konnte, versuchte sie erst einen Selbstmord, danach flüchtete sie sich in eine Beziehung mit einem reichen, aber grobschlächtigen Fabrikanten von Fleischwaren. Sie wurde dabei nicht recht glücklich. Nach einem Selbstmordversuch Nellos kehrte sie zu ihm zurück, und sie heiraten. Oreste, zerfressen vor Eifersucht, wurde darüber zu einem zerlumpten, arbeitslosen Vagabunden. Er lief dem Paar über den Weg, als es zu seiner Hochzeitsreise aufbrechen wollte. Es kam zum verhängnisvollen Angriff, für den Oreste nun wegen verminderter Zurechnungsfähigkeit eine reduzierte Haftstrafe von fünf Jahren erhält.

## Scolas Absicht
Ettore Scola erklärte, dass er mit diesem Film habe untersuchen wollen, wie die Botschaften der Konsumwerbung, des Fernsehens, von Fotoromanen und Comics, die er alle als „bürgerlich“ auffasste, bei den Unterschichten aufgenommen und nachgeahmt werden. In marxistischer Diktion sagte er: „Die ausgebeuteten Klassen verzichten dabei auf ihre eigenen Traditionen, auf ihre eigene Kultur.“ Als Ersatz nähmen sie eine bürgerliche Subkultur an.

## Kritiken
Im Il Messaggero di Roma schrieb ein Rezensent: „Zu der bestens abgestimmten Regie und der überaus treffsicheren Inszenierung, nicht nur, was die spritzigen Dialoge, sondern auch was die psychologischen Gegensätze angeht, fügt sich eine exzellente schauspielerische Leistung.“ Der film-dienst meinte, Scola habe die Darsteller „ihrem komödiantischen Temperament überlassen und so glänzend charakterisierte Typen erreicht“. Die Kritik fand Lob für Mastroianni, doch weniger für den Film als Ganzen, der bloß unterhalten wolle, statt soziale „Fehlerscheinungen“ aufzuzeigen. Die einzelnen Szenen für sich seien brillant, würden aber von keiner übergreifenden Handlung zusammengehalten: „Man hat seinen Spaß, der plötzlich verpufft.“ Für Positif war die „wütende Satire“, das „bittere und possenhafte Zeitbild“ ein „glänzendes Stück Kino“ mit impulsiven Figuren, natürlichen Dialogen und Bildern, und einer originellen Erzählung. Doch der Komödie werde es nicht vergönnt sein, den „seriösen“ Kritikern zu gefallen, weil sie zu marktgängiger Unterhaltung neige.
Vermilye (1994) meinte, Mastroianni halte als lebhafte, aber kopflose Gestalt die Geschichte zusammen, Vitti spiele glänzend, und Giannini trage eine jammervolle Miene. Nicht immer gelinge es Scola, die Handlung flüssig zu erzählen, dafür mit listiger Parodie und zorniger Schläue. Im Guide des films lobte Jean Tulard (2005) den Humor, der aus Alltagsszenen erwachse, aus einem ironischen Blick und der Maßlosigkeit der Figuren, die von drei außergewöhnlichen Schauspielern gegeben würden. Eine überwiegend positive Meinung von dem Werk hat auch der Evangelische Film-Beobachter: „Eine poppige, knallbunte, satirisch aufgefaßte Spinnerei, ohne größeren geistigen Ehrgeiz, aber von Monica Vitti und Marcello Mastroianni nuanciert gespielt.“